# Saint-Loup-Géanges
Saint-Loup-Géanges este o comună în departamentul Saône-et-Loire, Franța. În 2009 avea o populație de 1.530 de locuitori.

## Evoluția populației
| An        | 1975 | 1982 | 1990  | 1999  | 2006  | 2009  |
| --------- | ---- | ---- | ----- | ----- | ----- | ----- |
| Populație | 712  | 863  | 1.067 | 1.128 | 1.424 | 1.530 |